# Philautus menglaensis
Philautus menglaensis és una espècie de granota que es troba a la Xina i, possiblement també, a Laos.
Està amenaçada d'extinció per la pèrdua del seu hàbitat natural.